# 엔비디아 게임웍스
엔비디아 게임웍스(Nvidia GameWorks)는 엔비디아가 개발한 미들웨어 소프트웨어 제품군이다. 비주얼 FX, PhysX, 옵틱스 SDK는 엔비디아 GPU를 위해 미리 최적화된 다양한 개선 사항을 제공한다. 게임웍스는 전통적인 소스 코드가 아닌, 컴파일된 DLL 형태로 배포된다. AMD가 개발 중인 경쟁 솔루션은 GPUOpen으로, MIT 라이선스에 의거 자유 및 오픈 소스 소프트웨어로 발표되었다.

## 구성 요소
엔비디아 게임웍스는 여러 주요 구성 요소로 이루어진다:
- VisualFX: 연기, 불, 물, 피사계 심도, 부드러운 그림자, HBAO+, TXA,, 페이스웍스, 헤어웍스와 같은 렌더링 효과를 위해 제공된다.
- PhysX: 물리, 파괴, 입자, 유동체 시뮬레이션을 위해 제공된다.
- OptiX: 베이크드 라이팅(baked lighting) 및 다목적 레이 트레이싱을 위해 제공된다.
- 코어 SDK: 엔비디아 하드웨어에서 개발을 용이하게 하기 위해 제공된다.

또, 이 제품군에는 DirectX, OpenGL 개발자들을 위한 샘플 코드뿐 아니라 디버깅, 프로파일링, 최적화, 안드로이드 개발을 위한 도구도 포함하고 있다.

## 같이 보기
- PhysX
- 하복 (소프트웨어)